# Joaquín de Iglesias Vidamartel
Joaquín de Iglesias Vidamartel (Cartago, 7 de Noviembre de 1840) fue un político costarricense.

## Biografía
Fue hijo del médico italiano Stefano Corti Rocca y Juana María de Iglesias y Vidamartel. Desempeñó varios cargos públicos, entre ellos los de representante de Pacaca en la Junta de Legados de los Pueblos y Secretario de ésta, Alcalde Primero de Cartago en 1823, Diputado y Presidente de la Asamblea Legislativa en 1834. Obtuvo votos en las elecciones costarricenses de 1835. Además, en dos oportunidades fue elegido Magistrado de la Corte Suprema de Justicia de Costa Rica, pero declinó la designación.
Participó en la insurrección de Cartago, Alajuela y Heredia contra el gobierno de su primo Braulio Carrillo Colina, llamada la Guerra de la Liga, después de la cual estuvo exiliado en Nicaragua. Posteriormente regresó a Costa Rica y Carrillo lo nombró director de los trabajos de la construcción de la carretera al Mar Caribe.
Sus hijos Demetrio Iglesias Llorente y Francisco María Iglesias Llorente tuvieron una participación importante en la política costarricense y su nieto Rafael Iglesias Castro fue Presidente de la República de 1894 a 1902.
- Datos: Q6206570